# Castaño del Robledo
Castaño del Robledo – gmina w Hiszpanii, w prowincji Huelva, w Andaluzji, o powierzchni 12,93 km². W 2011 roku gmina liczyła 213 mieszkańców.